# Adela Piera i Escofet
Adela Piera Escofet (Barcelona, 3 d'abril de 1910 - Barcelona, 7 de desembre de 2008) va ser una gimnasta i pionera de l'esport femení a Catalunya.
L'Adela Piera va entrar en contacte amb l'activitat física a través del gimnàs Garcia Alsina, un dels primers gimnasos de Barcelona que oferiren activitats per a noies, propietat de la família Garcia Alsina. Practicà des de ben aviat la gimnàstica, la natació, el rem, l'excursionisme i l'esquí, aquest darrer esport com a sòcia del Centre Excursionista de Catalunya. També impartí classes de gimnàstica al Garcia Alsina i a diverses escoles de Barcelona fins que es jubilà a la dècada de 1970. En un principi no pertanyia a cap club i sempre anava amb una colla d'amigues del gimnàs. L'any 1945 es casà amb Eliodor Orfila, vidu de Josefina García i Alsina, amb què Adela habia mantingut una gran amistat. Aleshores es va fer sòcia del Centre Excursionista de Catalunya, i començà a practicar també l'esquí. Després de la Guerra Civil Espanyola es posà a treballar al gimnàs García Alsina i a través del mateix gimnàs contactà amb diverses escoles per a donar classes de gimnàstica per a nenes; entre d'altres escoles, va treballar a les Carmelites de Gràcia, a les Dames Negres, Teresianes de Ganduixer, i al col·legi Estela. Va ser una de les primeres mestres professionals de la gimnàstica escolar a Catalunya. Va continuar fent classes fins que es va jubilar amb 70 anys.
El 2008 l'Institut Barcelona Esports li va lliurar el premi Dona i Esport Mireia Tapiador 2007. Aquest premi va ser un reconeixement a la seva persona, i amb ella a tota una generació de dones que es van dedicar a desenvolupar una professió aleshores poc valorada i en permanent equilibri entre la moral repressiva del moment i l'ideal d'obrir finestres i camins per formar dones lliures i actives. L'Adela se'n va sortir sempre d'una manera airosa gràcies a la seva capacitat de comprensió i al coneixement que tenia de les necessitats físiques de les alumnes. El premi recompensa la seva dedicació pedagògica.